# Préizerdaul
Préizerdaul é uma comuna do Luxemburgo, pertence ao distrito de Diekirch e ao cantão de Redange.

## Demografia
Dados do censo de 15 de fevereiro de 2001:
- população total: 1.244
  - homens: 615
  - mulheres: 629

- densidade: 79,74 hab./km²
- distribuição por nacionalidade:

| Nacionalidade  | População | %      |
| -------------- | --------- | ------ |
| luxemburgueses | 1.044     | 83,92% |
| estrangeiros   | 200       | 16,08% |
| - portugueses  | 64        | 5,14%  |
| - franceses    | 9         | 0,72%  |
| - italianos    | 37        | 2,97%  |
| - belgas       | 44        | 3,54%  |
| - alemães      | 10        | 0,80%  |
| - iuguslavos   | 5         | 0,40%  |
| - outros       | 31        | 2,49%  |

- Crescimento populacional:

| Ano        | População |
| ---------- | --------- |
| 15/02/2001 | 1.244     |
| 01/01/2002 | 1.256     |
| 01/01/2003 | 1.247     |
| 01/01/2004 | 1.281     |
| 01/01/2005 | 1.322     |